# Дубницька сільська рада
Дубницька сільська рада — колишня адміністративно-територіальна одиниця та орган місцевого самоврядування в Городницькому і Ємільчинському районах Волинської і Коростенської округ, Київської та Житомирської областей Української РСР з адміністративним центром у селі Дубники.

## Населені пункти
Сільській раді на час ліквідації були підпорядковані населені пункти:
- с. Брониця
- с. Дубники
- с. Кленова
- с. Ковалевичі
- с. Липине
- х. Гутнисько

## Населення
Кількість населення ради, станом на 1923 рік, становила 825 осіб, кількість дворів — 158.

## Історія та адміністративний устрій
Створена 1923 року в складі сіл Дубники, Пісківка, хутора Перехрестя та урочища Качан Городницької волості Новоград-Волинського повіту Волинської губернії. 7 березня 1923 року увійшла до складу новоствореного Городницького району Житомирської (згодом — Волинська) округи. У 1939 році с. Пісківка зняте з обліку населених пунктів. Станом на 1 жовтня 1941 року х. Перехрестя та ур. Качан не перебувають на обліку населених пунктів.
Станом на 1 вересня 1946 року сільська рада входила до складу Городницького району Житомирської області, на обліку в раді перебувало с. Дубники.
11 серпня 1954 року, відповідно до указу Президії Верховної ради УРСР «Про укрупнення сільських рад по Житомирській області», до складу ради включені села Ковалевичі, Липино та хутір Гутнисько ліквідованої Липинської сільської ради Городницького району. 28 листопада 1957 року, внаслідок ліквідації Городницького району, відповідно до указу Президії Верховної ради УРСР «Про укрупнення деяких районів Житомирської області», сільську раду передано до складу Ємільчинського району Житомирської області.
11 січня 1960 року, відповідно до рішення Житомирського облвиконкому № 2 «Про зміни в адміністративно-територіальному поділі сільських рад в районах області», до складу ради включено села Брониця та Кленова Броницькогутянської селищної ради Ємільчинського району, центр сільської ради перенесено до с. Кленова з перейменуванням ради на Кленівську.